# Scott Bain
Scott Bain (ur. 22 listopada 1991 w Edynburgu) – szkocki piłkarz występujący na pozycji bramkarza w szkockim klubie Celtic oraz w reprezentacji Szkocji. Wychowanek Aberdeen, w trakcie swojej kariery grał także w takich zespołach, jak Elgin City, Alloa Athletic, Dundee oraz Hibernian.